# Pierre Struve
Pierre Struve (en russe : Пётр Бернга́рдович Стру́ве, Piotr Berngardovitch Struve, parfois transcrit « Strouvé », parfois « Piotr Struve »), né le 8 février 1870 (20 février dans le calendrier grégorien) à Perm, en Russie, et mort le 26 février 1944 à Paris, est un économiste, juriste, essayiste et homme politique russe.

## Biographie

### Aux sources du marxisme russe
Petit-fils de l'astronome Friedrich Georg Wilhelm von Struve, Struve étudie les sciences naturelles à l'université de Saint-Pétersbourg avant de suivre des études de droit à partir de 1890. C'est dans ce milieu étudiant particulièrement actif qu'il commence à s'intéresser aux œuvres de Karl Marx. Dans les années 1890, il s'impose comme le principal représentant du « marxisme légal », qui prône une mise en œuvre du marxisme dans le cadre d'une monarchie constitutionnelle et non, comme l'entend Lénine, avec l'objectif d'une révolution politique violente, visant à mettre en place la dictature du prolétariat.
Démissionné en 1894 de son poste au ministère des Finances, il est emprisonné quelques mois.
En 1896, Pierre Struve participe au congrès de la Deuxième Internationale à Londres. Il rédige la partie agraire de l'exposé de la délégation russe lu par Gueorgui Plekhanov. Struve est rédacteur des premières revues marxistes russes Novoié slovo (la Nouvelle Parole) en 1897 et Natchalo (Le Début) en 1899. Il participe en mars 1898 au congrès de Minsk, congrès fondateur du Parti ouvrier social-démocrate de Russie (POSDR), dont il rédige le manifeste. En 1903, il est arrêté pour avoir participé à la manifestation de la place de Kazan et est exilé à Tver, d'où il gagne clandestinement l'étranger grâce à l'aide de membres du Zemstvo local. En 1905, Serge de Witte, le nouveau premier ministre, lui demande de revenir en Russie.

### Le libéral

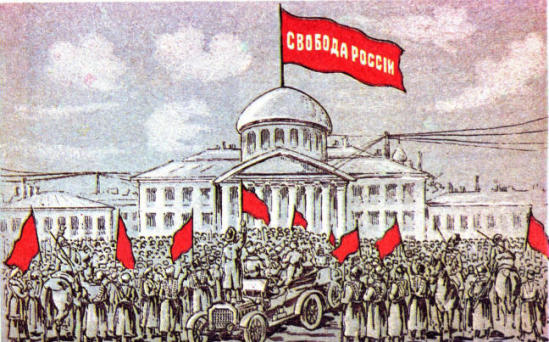
La Liberté de la Russie affiche du parti constitutionnel démocratique.

Le glissement de Struve vers le libéralisme tel qu'il est perçu en Russie au début du XXe siècle se fait peu à peu. Struve croyait que la structure de l'État et de la nation prennent source, à parts égales, dans l'unité politique et spirituelle de la nation. Face au désenchantement ressenti quant aux résultats de la révolution russe de 1905, Struve s'est exprimé dans « L'Intelligentsia et la révolution », article publié dans le recueil Jalons en 1909. Dans sa contribution, Struve affirme que le rôle des intellectuels ne se réduit pas seulement à faire de la propagande auprès du peuple, mais que l'intelligentsia doit s'engager parallèlement dans l'éducation des gens afin que ceux-ci deviennent des électeurs responsables. D'après le philosophe Simon Frank, ami de Struve, ce dernier exprimait déjà depuis les années 1890, sa liberté de pensée et son éloignement du dogmatisme des marxistes orthodoxes.

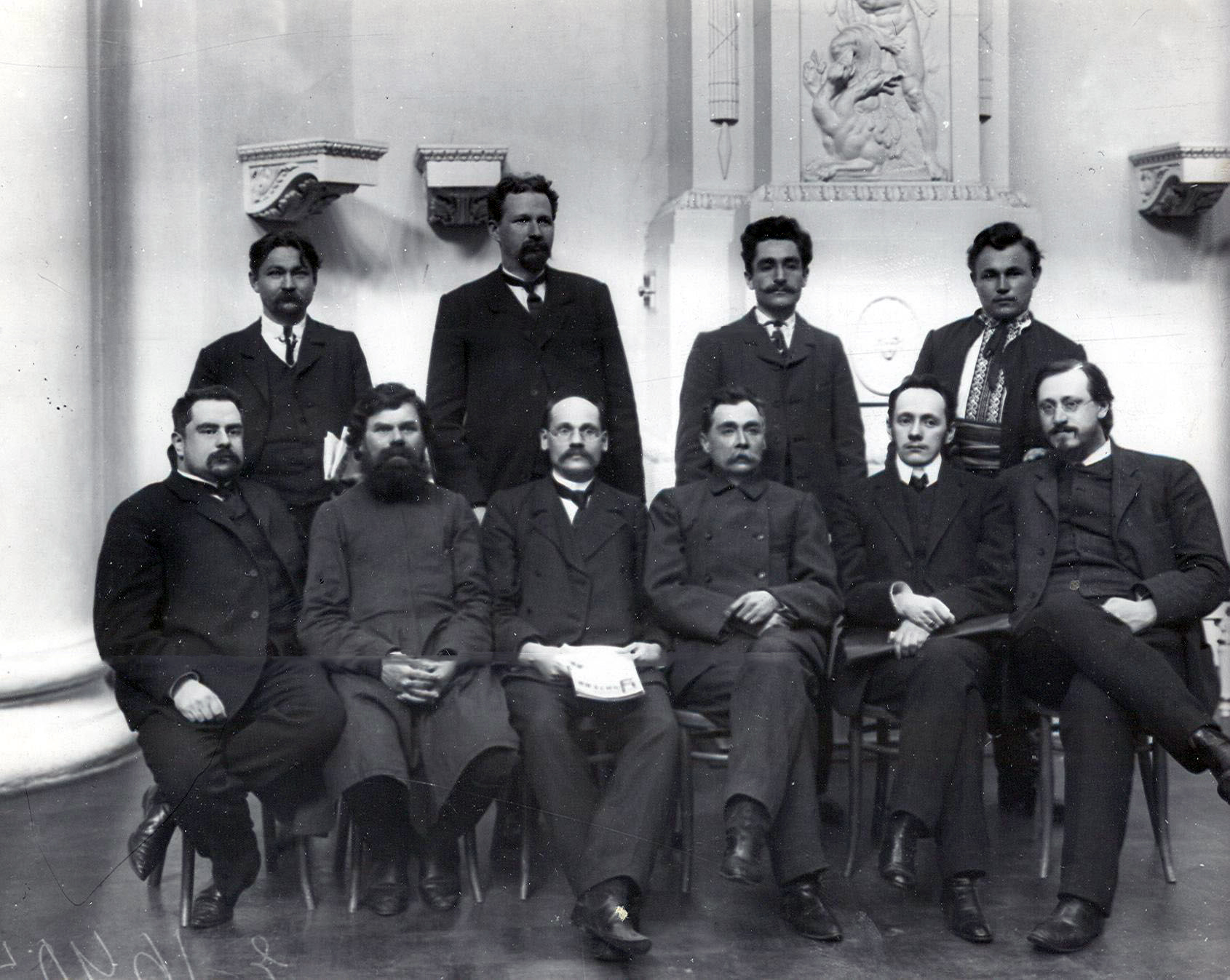
Membres de la 2e Douma.

Après la révolution de 1905, Struve devient l'un des principaux dirigeants du Parti constitutionnel démocratique. Il représente ce parti à la Douma de 1907, mais reprochant au Parti constitutionnel démocratique son opposition radicale, il démissionne du comité central de celui-ci en juin 1915. Après la révolution de Février, qu'il accueille avec espoir, Struve est nommé à l'Académie des sciences de Russie. Cependant, il estime que la Russie court à la catastrophe. Dès les premiers jours de la révolution, Struve décide d'éditer un complément politique hebdomadaire à La Pensée russe ; "La Liberté russe" hebdomadaire dénonçant ce qu'il juge être des dérives extrémistes de la révolution de Février, dérives qui, finalement amènent à la révolution d'octobre, que Struve qualifie de coup d'État bolchevik.
Après la guerre civile russe, P. B. Struve évoluera lentement vers ce qu'il définira comme un « social-libéralisme conservateur » ou un « libéralisme conservatif » de gauche, mettant l'accent sur l'idée de Liberté comme étant la base nécessaire au futur politique et socio-économique de la Russie. À propos de l'apparition dans le champ politique du communisme, du fascisme et plus tard du national-socialisme, Struve les mettra, d'après ses propres mots, « dans le même sac », affirmant qu'avec ces idéologies, les termes gauche et droite ne pouvaient plus s'appliquer. P. B. Struve voyait que des processus tragiques étaient en cours et qu'il faudrait passer par des évènements violents. Les accords de Munich, furent pour lui le signe de l'imminence de la guerre. Ce n'est qu'à l'automne 1943, peu avant sa mort, que dans une lettre à Simon Frank, avec lequel il a entretenu une amitié et une correspondance de près de quarante ans, que P. B. Struve écrit voir à travers les événements qui se précipitaient, une perspective plus claire et positive pour le monde et pour la Russie en particulier.

### Le combat contre le bolchevisme
Après les évènements d'octobre 1917, Struve quitte Moscou en décembre de la même année, pour rejoindre l'armée des volontaires, une des principales armées blanches. Il retourne clandestinement à Moscou en mars 1918, où il participe à l'organisation antibolchevik souterraine « le centre national » et publie plusieurs livres et articles, dont l'ouvrage collectif Из глубины (De profondis). Se sentant menacé, il passe en Finlande avant de gagner Paris, où il siège au « gouvernement antibolchévique ». En 1919, il regagne le sud de la Russie contrôlée par le Général Dénikine puis par le Général Wrangel, dont il devient ministre des Affaires étrangères.

### L'exilé

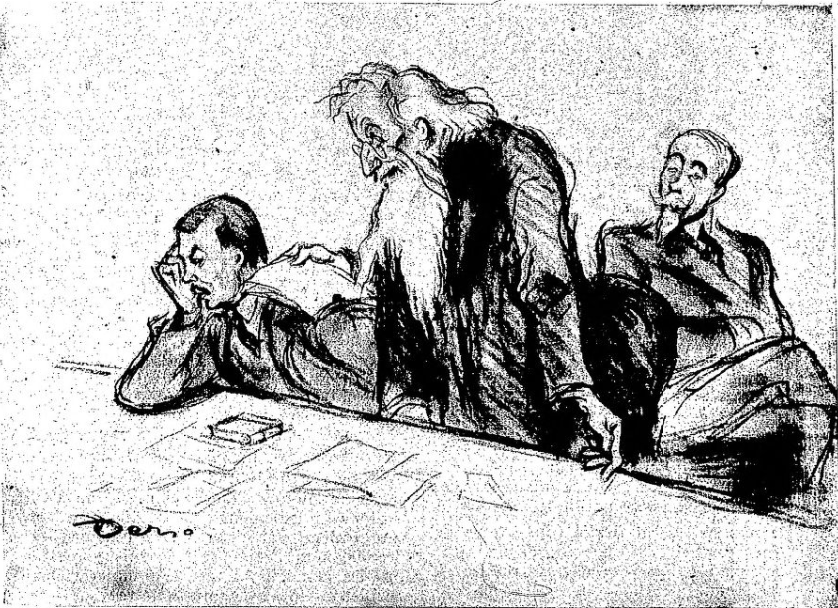
Au des émigrés russes, Paris, 1926, de gauche à droite, Lev Ouroussov, Pierre Struve et Mikhaïl Grabbe

Après la défaite de Wrangel face aux troupes bolchéviques en novembre 1920, Struve est évacué vers la Bulgarie, où il tente de relancer son journal La Pensée russe qu'il publie à Sofia en 1921, puis à Prague (1922 – 1923), à Berlin (1923 – 1926) et finalement en 1927 à Paris. Mais comme à cette époque, il donne toutes ses forces à une autre de ses productions ; le journal Vozrojdenia (Renaissance). Il doit se résoudre à ne plus s'occuper de la rédaction de La Pensée russe.
Parallèlement, il enseigne à la faculté de droit russe de Prague.
Organisé à l'initiative de Struve pour unir les organisations politiques russes, Le Congrès de l'émigration russe, réuni des représentants de la diaspora russe de 26 pays, à Paris à l'Hôtel Majestic du 4 avril au 11 avril 1926. Le congrés qui réunit environ 400 délégués, est présidé par Pierre Struve, Alexandre Trepov, Piotr Krasnov, Nikolaï Markov , Sergueï Sergueïevitch Oldenburg , Ivan Iline et d' autres figures de l' émigration russe. Le congrès a adopté un appel au grand duc Nicolas. Lors du congrès a été discutés: la situation en Russie soviétique ; le rapport de la future Russie et ses autorités publiques nationales du peuple russe dans l'Armée rouge et le service soviétique (rapport AM Maslennikov); les principales caractéristiques de la structure économique future de la Russie (rapport BN Sokolov); la question des terres (Rapport VI Gurko)
En 1928, il déménage à Belgrade, où on lui propose la présidence de la chaire des sciences humaines de l'institut scientifique russe. Il donne des cours de sociologie tant à la chaire de Belgrade qu'à celle de Subotica. À cette époque, Struve abandonne peu à peu ses activités politiques. Dans les dernières années de sa vie, il travaille sur Le Système de la philosophie critique (dont le manuscrit a disparu) et L'Histoire socio-économique de la Russie (le manuscrit, inachevé, a été publié en 1952). La Seconde Guerre mondiale le surprend à Belgrade, où il est pris sous les bombes allemandes. En avril 1941, Pierre Struve est arrêté en tant que « marxiste » par la Gestapo et transféré à la prison de Graz en Autriche. Il est finalement libéré quelques mois plus tard. Il retourne en 1942 à Paris, où il meurt en février 1944. À son enterrement, le père Serge Boulgakov, son ami à travers les années, dit de lui : « Ton œuvre est achevée ; tu fus le croisé de la liberté russe ».
Pierre Struve est enterré au cimetière russe de Sainte-Geneviève-des-Bois (Essonne).

## Source
- С.Л. Франк: Биография П.Б. Струве - Издательство имени Чехова-1956 - Нью-Йорк. (P.B. Struve – A biography by Simon Frank – Chekhov publishing house - New-York 1956.)